# Chocolate Salty Balls
«Chocolate Salty Balls (P.S. I Love You)» es una canción de la comedia animada estadounidense South Park, interpretada por el personaje Chef e incluida en la banda sonora Chef Aid: The South Park Album. La voz de la canción está interpretada por Isaac Hayes, actor de voz de Chef. La canción tal como apareció originalmente fue en el episodio de 1998 «Chef's Chocolate Salty Balls», en el cual el Chef crea un dulce, las epónimas Chocolate Salty Balls. Luego comienza a cantar la letra que se convirtió en la base del sencillo.
La canción fue lanzada como sencillo el 14 de diciembre de 1998 y alcanzó número uno en la lista de sencillos del Reino Unido y de Irlanda. También se ubicó en las listas de Europa continental y Australia, convirtiéndose en uno de los diez primeros en Dinamarca, Países Bajos y Noruega, mientras que alcanzó el puesto 14 en Australia. La canción fue escrita por el cocreador de South Park, Trey Parker, y producida por Rick Rubin.

## Información de la canción
El primer y segundo verso de la canción presentan al Chef enumerando los ingredientes de sus «bolas saladas de chocolate», una insinuación que significa testículos (aunque la letra se refiere al alimento comestible, como se mencionó anteriormente). Sin embargo, en la receta no se menciona la sal. También insta a la gente a «chuparlos» durante el coro. Después de enumerar los ingredientes, canta las líneas: «Say, everybody, have you seen my balls / they're big and salty and brown / if you ever need a quick pick-me-up / just stick my balls in your mouth», iniciando el coro.
Durante el último verso de la canción, al Chef le preocupa que sus bolas saladas de chocolate se hayan quemado e insta a su amante a soplarlas. En particular, la letra que canta en ese momento es: «Hey... wait a minute... What's that smell? It smells like something's burnin'. Well, that don't confront me none, as long as I get my rent paid on Friday. Baby, you better get back in the kitchen... 'cause I've got a sneakin' suspicion. Oh, man baby... Baby! You just burned my balls!». El verso presenta una línea de la canción «One Bourbon, One Scotch, One Beer».
Una versión rara de radio alternativa de la canción elimina la introducción «I'm Chef», la salida musical y la posterior aclamación de la audiencia que se encuentran en la versión Chef Aid: The South Park Album, lo que la hace sonar más como una grabación de estudio tradicional. Lo más notable es que contiene un verso final alternativo en el que el Chef le da una serenata al oyente mientras sus bolas saladas de chocolate se hornean en el horno, reemplazando toda la comedia «You just burned my balls!» verso/parodia encontrada en la versión original del álbum. También se agregaron un solo de saxofón y un coro final ligeramente modificado (antes de que la canción termine). Esta versión se puede encontrar en el álbum recopilatorio del Reino Unido New Hits 99.
La canción fue incluida en el cuarto episodio de la segunda temporada de Cold Feet. Isaac Hayes también interpretó la canción en vivo en el Festival de Glastonbury de 2002.

## Desempeño en listas
«Chocolate Salty Balls (P.S. I Love You)» alcanzó el puesto número 1 en la lista de sencillos del Reino Unido. También compitió por el sencillo número uno de Navidad en dicho país, pero debutó en el número dos, detrás de «Goodbye» de Spice Girls, perdiendo el primer puesto por 8 000 copias y obteniendo la mayor cantidad de ventas semanales para una canción en segundo puesto desde «Last Christmas» de Wham! en 1984. La semana siguiente, la canción destronó a «Goodbye», dándole a Isaac Hayes su primer y único número uno en el Reino Unido. La canción se convirtió en el séptimo sencillo más vendido de 1998 en el Reino Unido. «Chocolate Salty Balls» también fue un éxito entre los 20 primeros en Australia, alcanzando el puesto 14 en febrero de 1999.

## Video musical
El videoclip de la canción presenta varios clips de la primera y segunda temporada de South Park. Se puede encontrar en el DVD South Park: The Chef Experience.

## Lista de canciones
| Sencillo CD (Europa) |                                                                               |          |  |
| N.º                  | Título                                                                        | Duración |  |
| 1.                   | «Chocolate Salty Balls (P.S. I Love You)»                                     | 4:01     |  |
| 2.                   | «O Holy Night (Snipet)» (Eric Cartman feat. Kyle Broflovski and Mr. Garrison) | 2:00     |  |

| Sencillo casete (Europa) |                                           |          |  |
| N.º                      | Título                                    | Duración |  |
| 1.                       | «Chocolate Salty Balls (P.S. I Love You)» | 3:55     |  |
| 2.                       | «Come Sail Away» (Eric Cartman)           | 5:12     |  |

| Maxisencillo CD (Europa y Australia) |                                                                               |          |  |
| N.º                                  | Título                                                                        | Duración |  |
| 1.                                   | «Chocolate Salty Balls (P.S. I Love You)»                                     | 3:55     |  |
| 2.                                   | «O Holy Night (Snipet)» (Eric Cartman feat. Kyle Broflovski and Mr. Garrison) | 2:21     |  |
| 3.                                   | «O Little Town of Bethlehem» (Ned Gerblansky feat. Uncle Jimbo)               | 0:58     |  |

| Maxisencillo CD (Reino Unido) |                                             |          |  |
| N.º                           | Título                                      | Duración |  |
| 1.                            | «Chocolate Salty Balls (P.S. I Love You)»   | 3:55     |  |
| 2.                            | «Come Sail Away» (Eric Cartman)             | 5:12     |  |
| 3.                            | «Mentally Dull (Think Thank Remix)» (Vitro) | 3:45     |  |

## Personal
Fuente: Discogs.
- Eric Presley: bajo
- Matt Stone: batería
- David Schiffman: ingeniería
- Bruce Howell: guitarra
- Trey Parker: teclados
- D. Sardy, Rick Rubin: mezcla
- Chris Trujillo: percusión
- Rick Rubin: producción
- Isaac Hayes: voz
- Trey Parker: escritura

## Posicionamiento en listas
| Lista (1998-1999)                      | Mejor posición |
| -------------------------------------- | -------------- |
| Australia (ARIA)                       | 14             |
| Bélgica (Flandes) (Ultratop 50)        | 15             |
| Dinamarca (IFPI)                       | 4              |
| Unión Europea (Eurochart Hot 100)      | 7              |
| Francia (SNEP)                         | 82             |
| Irlanda (IRMA)                         | 1              |
| Países Bajos (Dutch Top 40)            | 6              |
| Países Bajos (Mega Single Top 100)     | 8              |
| Noruega (VG-lista)                     | 5              |
| Escocia (Scottish Singles Sales Chart) | 1              |
| Suecia (Sverigetopplistan)             | 17             |
| Reino Unido (Official Charts Company)  | 1              |

| Lista (1998)                      | Posición |
| --------------------------------- | -------- |
| UK Singles (OCC)                  | 7        |
| Lista (1999)                      | Posición |
| Bélgica (Ultratop 50 Flanders)    | 80       |
| Unión Europea (Eurochart Hot 100) | 76       |
| Países Bajos (Dutch Top 40)       | 59       |
| Países Bajos (Single Top 100)     | 84       |